# Marie Souvestre
Marie Souvestre   (Brest, 28 d'abril de 1830 - Surrey, 30 de març de 1905) va ser una educadora feminista bretona (estat francès), que va tractar de desenvolupar una ment independent en les dones joves. Fou coneguda pel seu alt nivell acadèmic i les seues idees polítiques liberals.

## Biografia
Nasqué el 28 d'abril del 1830, a Brest (Bretanya)), filla del novel·lista Émile Souvestre.
Amb Caroline Dussaut, la seua companya des del 1859, va fundar una primera casa educativa, "Les Ruches", a Fontainebleau i després a Avon, on van construir un internat, un edifici de rajola roja envoltat d'un parc, per a educar les joves. Hi ensenyaven cal·ligrafia, dibuix, teoria de la música, composició i poesia francesa, alemany, anglès i italià. El personal era d'origen estranger per a desenvolupar la pràctica d'idiomes. S'hi educaren l'escriptora Natalie Clifford Barney i la seua germana Laura Clifford Barney.
Souvestre abandonà França el 1883 i obrí un internat a Allenswood, als afores de Londres. La seua alumna més famosa fou Eleanor Roosevelt.
Dorothy Bussy, germana de l'escriptor Lytton Strachey, publicà anònimament una novel·la, Olivia (1949), sobre la seua experiència com a estudiant en Els Ruches. Bussy donà classes sobre Shakespeare en Allenswood.
Dussaut és Cara en la novel·la de Bussy, Olivia. Quan es van separar al 1883, Souvestre se n'anà a Anglaterra amb Paolina Samaïa, exmestra de Les Ruches, que seria després mestra en l'Acadèmia Allenswood, així com la companya a llarg termini de Souvestre.